# ダブルミンツ
『ダブルミンツ』（Double Mints）は、中村明日美子による日本のボーイズラブ漫画、およびそれを原作としたドラマCD、映画。『メロメロ』（宙出版）において、2007年から2008年まで連載された。全5話。
高校時代に出会った同じ名前を持つ2人の男が大人になって再会し、共犯者となり、その主従関係も変化していく、という物語。暴力や犯罪が描かれ、ボーイズラブの中でも「ダークBL」と形容されるジャンルの作品である。
単行本は2009年に茜新社から発行された。2012年にドラマCD化。2017年に実写映画が公開。

## 概要
中村明日美子は「女の死体を積んで深夜のドライブへ」というイメージからこの漫画を書き始めた。読み切りのつもりであったが、『メロメロ』で不定期に連載を続けて、ストーリーを一度完結させた。主人公2人が同じ名前であることには、「名前が同じであるということは、正味が同じ人間と言えるんではなかろうかと」という思惑が込められている。
単行本は2009年に発行。全5話に加え、『ダブルミンツ』の後日談を描いた書き下ろしの短編『雨』と、別の読み切り漫画『温室の果実』を含む。同年末発行の『このBLがやばい!2010年腐女子版』（宙出版）において、2位に選ばれた。
2012年にドラマCD化、主人公の声を岸尾だいすけと野島裕史が担当した。2017年に実写映画が公開。中村明日美子の作品の実写化はこれが初となる。映画の主演は淵上泰史と田中俊介、それぞれの高校時代を川籠石駿平と須賀健太が演じた。映画の公開に合わせ、同年4月発行の『OPERA』（宙出版）において、中村が新たに書き下ろした『ダブルミンツ』特別編が掲載された。

## あらすじ
壱河光夫（ミツオ）のもとに、高校の同級生だった市川光央（みつお）から電話がかかってきた。みつおは「すぐこっちにこい。女を殺してしまった。」と言う。高校時代、ミツオは同じ名前を持つみつおに虐められ、彼の犬として命令に従う関係にあった。みつおはミツオを殴りもしたが、「顔を傷つけたら責任とらなくちゃ」と、それだけは絶対にしなかった。
2人は高校卒業以来数年ぶりに再会した。ファミレスの駐車場で待っていたみつおの車のトランクには、言う通りに女の死体があった。ミツオが車を運転して、2人で死体を山に運んで穴を掘って埋める。みつおは「俺はあの女を愛していた」と、翌日警察に自首をする。だがみつおが証言するその場所に死体はなく、妄言だと片付けられた。それでも刑事の中岡はこの件を疑い、みつおとミツオと執拗に追う。ここからミツオとみつおは再び頻繁に会う間柄になった。
みつおはミツオの部屋に入り浸るようになる。みつおは妙に羽振りがいい。ある日、ミツオのもとにみつおの兄貴分のヤクザの佐伯から電話がかかってくる。組の事務所に行くとみつおはリンチを受けて気絶していた。佐伯はみつおが売り上げをごまかしていたと言い、ミツオにみつおがするはずだった運び屋の仕事を一度だけやってみないかと言う。ミツオはその仕事を受けて、佐伯からバイト代とDVD『市川光央の断髪式』を受け取った。DVDの中の屈辱的な姿をミツオに見られたことを知ったみつおは、激昂してミツオの目の前で自分の腹を刺した。運ばれた病室で「みつおくん死んじゃうかと思った」と泣きじゃくるミツオに、みつおは「死んだんだ。死んで生き返った。」と告げる。
足を洗いたい、けじめをつけたいと懇願するみつおに佐伯は最後の仕事を託す。それは敵対する暴力団の事務所に威嚇発砲するというものだったが、みつおはそこで誤って組員を一人殺してしまう。犯人は逃走したと伝えるこのニュースを会社で見たミツオは、これがみつおだとすぐに察した。みつおも脚を撃たれて大怪我をしていた。闇医者で脚の治療をするみつおの元へ、佐伯から居場所を聞いたミツオが来る。どうして知らせたんだと叫ぶみつおを佐伯は殴り、「コイツにもけじめをつけろ」と忠告する。2人はミツオの自宅に戻り、初めて体を重ね、みつおはミツオを受け入れる。ミツオは「きっと俺とみつおくんは同じ一つの体だったんだ」と言い、みつおは眠るミツオを見て、二つに分かれていたのが一つになってどうなるんだと不安な気持ちになる。
翌日ミツオが目を覚ますと、みつおの姿がない。佐伯の手配で中国に逃げることになったみつおは、ミツオのことを思って黙って消えたのだった。しかしミツオは佐伯に揺さぶりをかけてみつおのもとへ来て、自分も一緒に逃げると訴える。「来るな！」と叫ぶみつおに対し、ミツオは自分の顔をナイフで傷つけ、これで自分ももう堅気に戻れないと訴える。みつおはそんなミツオを馬鹿犬だと言って抱きしめる。佐伯は2人分の偽造パスポートを渡し、2人は船で中国に向かう。

## 登場人物
「声」はドラマCD、「演」は実写映画。
壱河 光夫（いちかわ みつお）
声 - 岸尾だいすけ、演 - 淵上泰史 / 川籠石駿平（高校時代）
吹き出しではミツオと表わされる。システムエンジニア。愛想笑いと相づちが得意で、目立たないようそつなく生きてきた、と思っている。高校時代からすでに自分を虐めるみつおに惹かれていることを自覚して、光央を犯す妄想をしながら自分の彼女を抱いたこともある。光央のことは「みつおくん」と呼ぶ。佐伯からは「ワン公」と呼ばれている。
市川 光央（いちかわ みつお）
声 - 野島裕史、演 - 田中俊介 / 須賀健太（高校時代）
吹き出しではみつおと表わされる。ヤクザの下働きをしているチンピラだが組員ではない。前科もあり、中岡からは「小悪党」と呼ばれている。高校時代からミツオより小柄であった。
女
声 - 日野まり、演 - 冨手麻妙（麻美）
光央が殺した女。光央とはクラブで出会って3回ほど会っただけの仲で、互いに本名も知らない。他の男と会っていたことから光央と殴り合いの喧嘩になった。
リツコ
演 - 川崎美海
高校時代のミツオの彼女。みつおに誘われ、ミツオより先に関係を持つ。
中岡（なかおか）
声 - 間宮康弘、演 - 高橋和也（中岡敏臣）
刑事。
佐伯（さえき）
声 - 黒田崇矢、演 - 小木茂光
光央を使う兄貴分のヤクザ。

## 書誌情報
- 中村明日美子『ダブルミンツ』 茜新社〈EDGE COMIX〉、全1巻、2009年7月24日発行、ISBN 978-4-86349-088-8

## ドラマCD
ドラマCD『ダブルミンツ』は、2012年10月26日にascoltoからリリースされた。その先行配信も行われた。

### キャスト（ドラマCD）
主なキャストは#登場人物を参照
- 担任教師 - 中島ヨシキ
- 男子生徒 - 米内佑希
- 光夫の同僚 - 赤石考
- 刑事 - 御園行洋
- デリヘル嬢 - 田中里和
- 闇医者 - 若杉亨

## 実写映画
2017年6月3日に公開。監督は内田英治。淵上泰史はこの映画が初の主演作品となる。
内田は原作漫画を読んで「この作品は単なるジャンルに括られる作品ではない。ふたりの人間の（たまたま男性同士）共依存の極地を描いた傑作である。」と感銘を受けて映画化を望んだ。内田は原作のストーリーを忠実に再現することを選択し、中村との脚本のやりとりに2年を費やした。主演のひとりである田中は、キャスティングの話があってから撮影までに約1年あったと明かしている。撮影は2016年に行われ、2017年1月に実写映画の情報が公開された。

### キャスト（実写映画）
主なキャストは#登場人物を参照
- 遠山 - 毎熊克哉
- 櫻井 - 一ノ瀬ワタル
- 高取刑事 - カトウシンスケ
- 老医者 - 新納敏正
- 教養番組の教授 - 菅原大吉

### スタッフ
- 原作 - 中村明日美子『ダブルミンツ』（茜新社）
- 監督・脚本 - 内田英治
- 音楽 - 小野川浩幸
- プロデューサー - 佐藤友彦
- 共同プロデューサー - 山口幹雄
- 撮影 - 野口健司
- 編集 - 小美野昌史
- 制作会社 - NAC
- 配給 - アーク・フィルムズ、スターキャット
- 製作 - 2017「ダブルミンツ」製作委員会（TBSサービス、ポニーキャニオン、パルコ、U-NEXT、スターキャット、アーク・フィルムズ、フォーチュンエンターテイメント）

### 映像ソフト、関連商品
2017年にポニーキャニオンから映画本編の「スペシャル・エディション」および「スタンダード・エディション」のDVDとBlu-rayがリリースされたほか、DVD『ダブルミンツ ナビゲートDVD 〜Road to Doublemints〜』がリリースされた。小野川浩幸によるサウンドトラックが、Libertasからリリースされた。